# Placówka Straży Granicznej w Tarnowie
Placówka Straży Granicznej w Tarnowie imienia gen. bryg. Józefa Gizy – graniczna jednostka organizacyjna Straży Granicznej realizująca zadania w ochronie granicy państwowej z Republiką Słowacką.

## Formowanie i zmiany organizacyjne
Placówka Straży Granicznej w Tarnowie (PSG w Tarnowie) rozpoczęła wykonywanie zadań w ochronie granicy państwowej 15 stycznia 2008 w strukturach Karpackiego Oddziału Straży Granicznej w Nowym Sączu , a 4 kwietnia 2008 rozpoczęła swoją działalność w Tarnowie. Było to następstwem zmian w strukturze i działaniu Oddziału Straży Granicznej po zniesieniu kontroli na granicach wewnętrznych Unii Europejskiej, związanym z przyłączeniem Polski do strefy Schengen. Placówka umiejscowiona jest w dwóch budynkach: 
- Tarnów, w komisariacie Policji Tarnów-Centrum ul. Narutowicza 6 (porozumienie z Małopolskim Komendantem Wojewódzkim Policji w Krakowie)
- Zgłobice ul. Zgłobicka 8 – siedziba Grupy ds. Cudzoziemców PSG w Tarnowie (od listopada 2011, umowa użyczenia z Powiatowym Zarządem Dróg w Tarnowie)[1] .

W związku ze zmianami organizacyjnymi w Straży Granicznej, 1 lipca 2013 weszła w podporządkowanie nowo utworzonego Śląsko-Małopolskiego Oddziału Straży Granicznej w Raciborzu.
Jako kolejny element trwającej w Straży Granicznej reorganizacji, 1 września 2016 PSG w Tarnowie, weszła ponownie w podporządkowanie Karpackiego Oddziału Straży Granicznej.
Od 1 lipca 2017 w ramach placówki SG w Tarnowie funkcjonuje Grupa Zamiejscowa w Gorlicach .
8 grudnia 2020 Placówka SG w Tarnowie została przeniesiona do nowo wybudowanego budynku wraz z obiektem garażowo-technicznym na nieruchomości położonej w Tarnowie przy ul. Zbylitowskiej 9. Na działce ww. był zlokalizowany budynek, w którym wcześniej mieściło się Centrum Kształcenia Ustawicznego w Mościcach. Roboty budowlane zostały rozpoczęte pod koniec lipca 2019, a całkowita ich wartość wyniosła blisko 12 mln zł. W wyniku realizacji niniejszego zadania zostały wybudowane budynki: administracyjno–biurowy oraz garażowo–techniczny, a także wykonane inne elementy, takie jak: sieć:
1. Wodno–kanalizacyjna, centralnego ogrzewania, wentylacji, klimatyzacji, energetyczna, teletechniczna
2. Systemy: zasilania awaryjnego, sygnalizacji pożaru, włamania i napadu, telewizji przemysłowej, kontroli dostępu, audio–video
3. Agregat prądotwórczy, stacja ładowania pojazdów elektrycznych, oświetlenie zewnętrzne
4. Zagospodarowanie terenu, place i drogi, ciągi piesze, elementy małej architektury[8].

## Terytorialny zasięg działania
Stan z 2 grudnia 2016.
Obszar działania Placówki Straży Granicznej w Tarnowie obejmował:
- Od znaku granicznego nr I/202 do znaku granicznego nr II/66.
- W strefie nadgranicznej linia rozgraniczenia z:

1. Placówką Straży Granicznej w Sanoku: włączony znak graniczny nr I/202, dalej granicą gmin Krempna i Sękowa.
2. Placówką Straży Granicznej w Zakopanem: wyłączony znak graniczny nr II/66, dalej granicą gmin Piwniczna Zdrój i Szczawnica, Rytro i Szczawnica, Stary Sącz i Szczawnica, Łącko i Szczawnica, Łącko i Krościenko nad Dunajcem oraz Łącko i Ochotnica Dolna

- Poza strefą nadgraniczną: powiaty: dąbrowski, bocheński, brzeski, tarnowski, Nowy Sącz (m.p.), Tarnów, z powiatu gorlickiego gminy: Lipinki, Gorlice, Łużna, Bobowa, Moszczenica, Biecz, Gorlice, z powiatu nowosądeckiego gminy: Podegrodzie, Chełmiec, Łososina Dolna, Gródek nad Dunajcem, Korzenna, Kamionka Wielka.

Stan z 2008
Obszar działania Placówki Straży Granicznej w Tarnowie obejmował: Tarnów i powiaty: tarnowski, brzeski, bocheński, dąbrowski.

## Placówki sąsiednie
- Placówka SG w Sanoku ⇔ Placówka SG w Zakopanem – 02.12.2016.

## Komendanci placówki
- mjr SG Dariusz Biliński (od 15.01.2008[3])
- mjr SG/ppłk SG Mariusz Kopczak (od 16.09.2011[10])
- kpt. SG/mjr SG Łukasz Olenicz (19.07.2013[11]–20.05.2019[12])
- mjr SG Winicjusz Tęczar p.o. (21.05.2019–31.07.2019)[12]
- mjr SG Winicjusz Tęczar (1.08.2019[13]–31.10.2019)
- mjr SG/ppłk SG Paweł Grabarek (1.11.2019[14]–3.02.2023[15]).
- kpt. SG Paweł Wolak (od 4.02.2023[15]).

## Nadanie imienia placówce
28 października 2021 odbyły się uroczystości związane z nadaniem Placówce Straży Granicznej w Tarnowie imienia generała brygady Józefa Gizy. Wydarzenie zostało objęte patronatem honorowym Starosty Tarnowskiego Romana Łucarza oraz Prezydenta Miasta Tarnowa Romana Ciepieli. Odbyło się również uroczyste odsłonięcie tablicy pamiątkowej, upamiętniającej patrona Placówki, którego dokonali Zastępca Komendanta KaOSG – płk SG Renata Obrzut, Komendant Placówki SG w Tarnowie – mjr SG Paweł Grabarek, Zastępca Dyrektora IPN oraz osoba reprezentująca rodzinę generała Gizy – syn generała, Tadeusz Giza.